# Société régionale sarde de transports

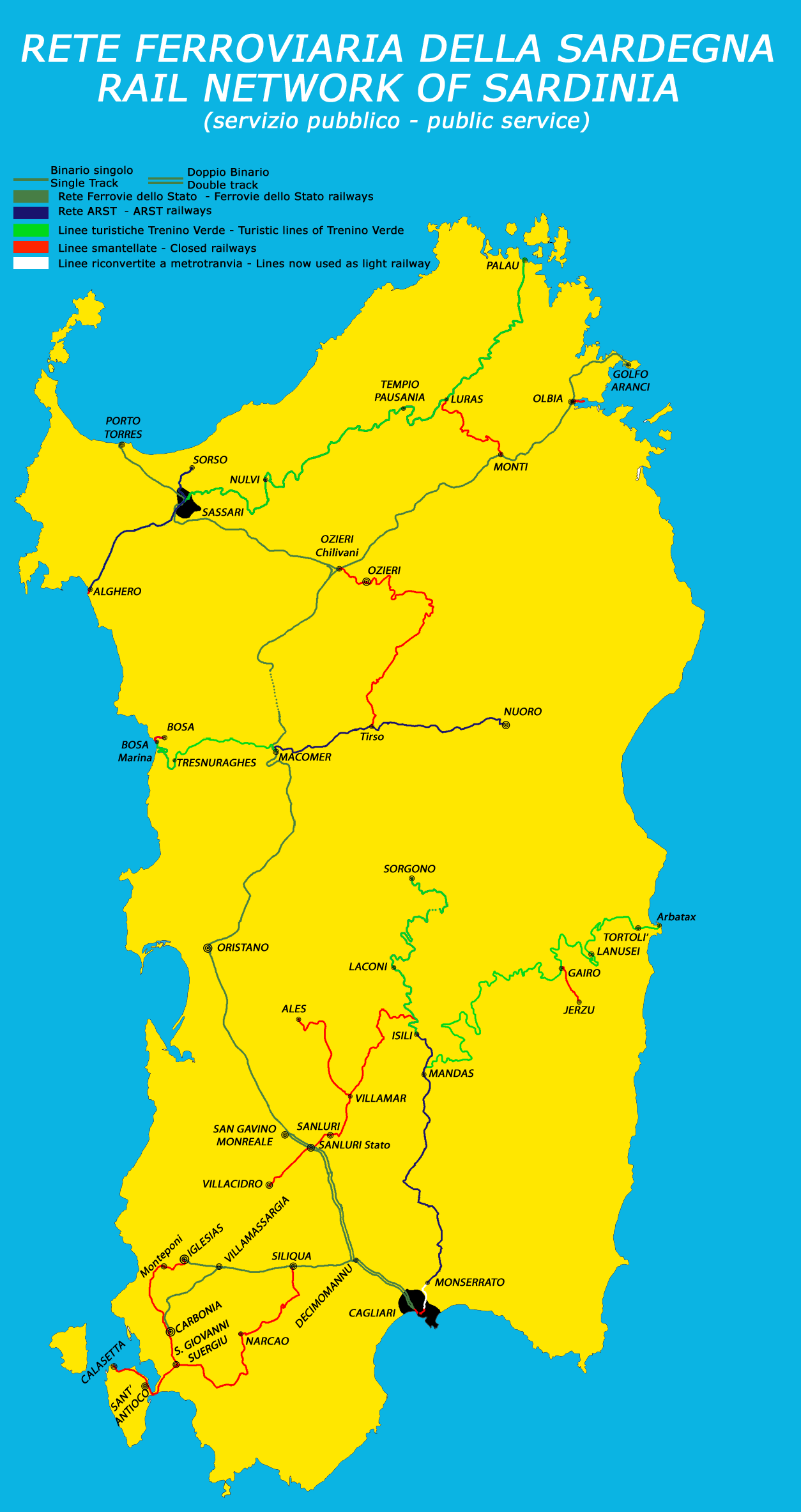
Réseau ferré de la Sardaigne

La Société régionale sarde de transports (italien : Azienda Regionale Sarda Trasporti  S.p.A.), abrégé ARST jusqu'à 2008, est la principale société de transports publics en Sardaigne, contrôlée à 100 % par la Région Sardaigne.
La société a son siège à Cagliari et employait 2 183 personnes en 2017. Elle exploite l'ensemble des lignes d'autocars de l'île, la plupart des lignes d'autobus, le réseau de chemin de fer à voie étroite utilisé par le Trenino verde ainsi que les tramways des villes de Cagliari et Sassari.

## Histoire

### Genèse de l'ARST - Azienda Regionale Sarda Trasporti

Autobus Iveco de l'ARST rue de Rome à Carbonia

L'A.R.S.T. - Azienda Regionale Sarda Trasporti (Entreprise Régionale Sarde de Transports) a été créée par la Région Autonome de Sardaigne le 31 décembre 1970, en application de la Loi régionale n° 3 votée le 9 juin de la même année. Cette société publique a été créée pour assurer l'ensemble des transports urbains et extra-urbains dans presque toute l'île de la Sardaigne avec des autobus, lignes gérées depuis longtemps par plusieurs entreprises privées, SCIA et SATAS notamment, sociétés issues de la scission du groupe de transports SITA. Ces entreprises seront intégrées dans ARST.
En 1978, ARST a interrompu volontairement tout service dans le secteur Sulcis-Iglesiente pour éviter la concurrence avec une autre entreprise publique de transports, la société d'Etat FMS-Chemins de fer Méridionaux Sardes, convertie depuis peu et définitivement du transport ferroviaire au transport routier de personnes.

### Naissance de ARST S.p.A.
À partir du début des années 2000, les responsables politiques du Conseil Régional Sarde, à l'initiative de son Président Renato Soru, ont décidé de regrouper dans une seule entité la gestion des transports publics de personnes, en milieu urbain et suburbain, ferroviaire et routier, en s'appuyant sur les nouvelles lois de l’État italien incitant les Régions à assurer pleinement ces services. C'est ainsi qu'il devint possible de fusionner les FdS - Ferrovie della Sardegna et les Ferrovie Meridionali Sarde. Le 2 octobre 2007 la société ARST SpA est créée, une nouvelle société avec un actionnaire unique, la Région Sardaigne, qui englobe l'ancienne "ARST - Azienda Regionale Sarda Trasporti". Le 11 janvier 2008, à la suite du décret du Gouvernement italien dirigé par Romano Prodi qui transférait aux Régions les entreprises publiques de transport locales, ferroviaires et routières l'intégration dans ARST des sociétés ferroviaires FdS et FMS fut engagée. La procédure se termine le 14 mars 2008 avec la création de la Sarl ARST Gestione FdS, société avec un actionnaire unique l'ARST. Les deux entités fusionneront le 16 juin 2008. Le 1er juin de la même année, les FMS sont aussi intégrés dans l'ARST.
Le 25 octobre 2010, la société ARST Gestione FdS est intégrée dans ARST S.p.A., et conclut le projet d'intégration des services de transport de la Région Sardaigne. Les statuts de la société publique prévoient également la possibilité pour elle d'exercer une activité de transport aérien (avions et hélicoptères), maritime, fluviale et même de cabotage, de personnes et de marchandises.

## Lignes d'autobus et tramways
ARST est le principal opérateur de transport routier de personnes sur l'île de la Sardaigne, et notamment la seule entreprise publique. Elle relie 369 communes sur les 377 qui composent l'île, 365 jours par an et assure les transports urbains des villes de Alghero, Oristano, Carbonia, Iglesias, Macomer et Guspini par autobus et par tram et autobus des villes de Cagliari et Sassari. Elle a transporté 21.614.000 passagers en 2017 soit, en moyenne, 62.000 personnes par jour.
En 2018, l'entreprise a effectué :
- 600 trajets quotidiens et parcouru 3.000.000 km annuels avec les 16 rames de tramways dans les villes de Cagliari et Sassari,
- 3.500 trajets par jour et desservi 3.000 arrêts pour 35,5 millions de km parcourus en transports extra-urbains et 650 trajets urbains, desservi 700 arrêts et parcouru 2,0 millions de km avec ses 811 autobus et autocars en service,

La société dessert quotidiennement 175 lignes sur un réseau total de 15.000 kilomètres.

### Parc autobus ARST
Le parc de véhicules est composé de 811 autobus urbains, suburbains et interurbains de longueurs adaptées au trafic.

## Tramways de Cagliari et Sassari

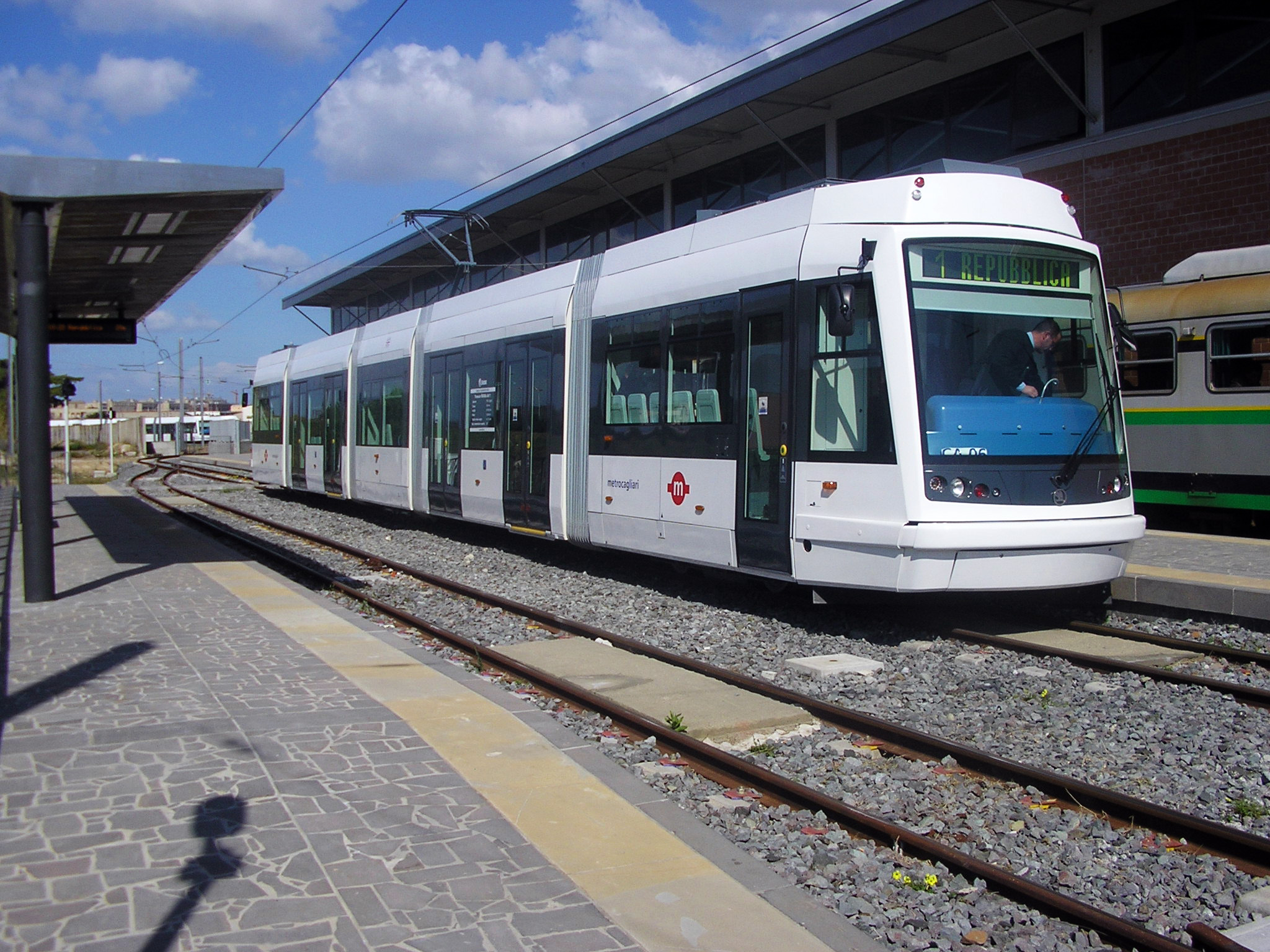
Skoda 06T du Tramway de Cagliari à la station de Monserrato Gottardo

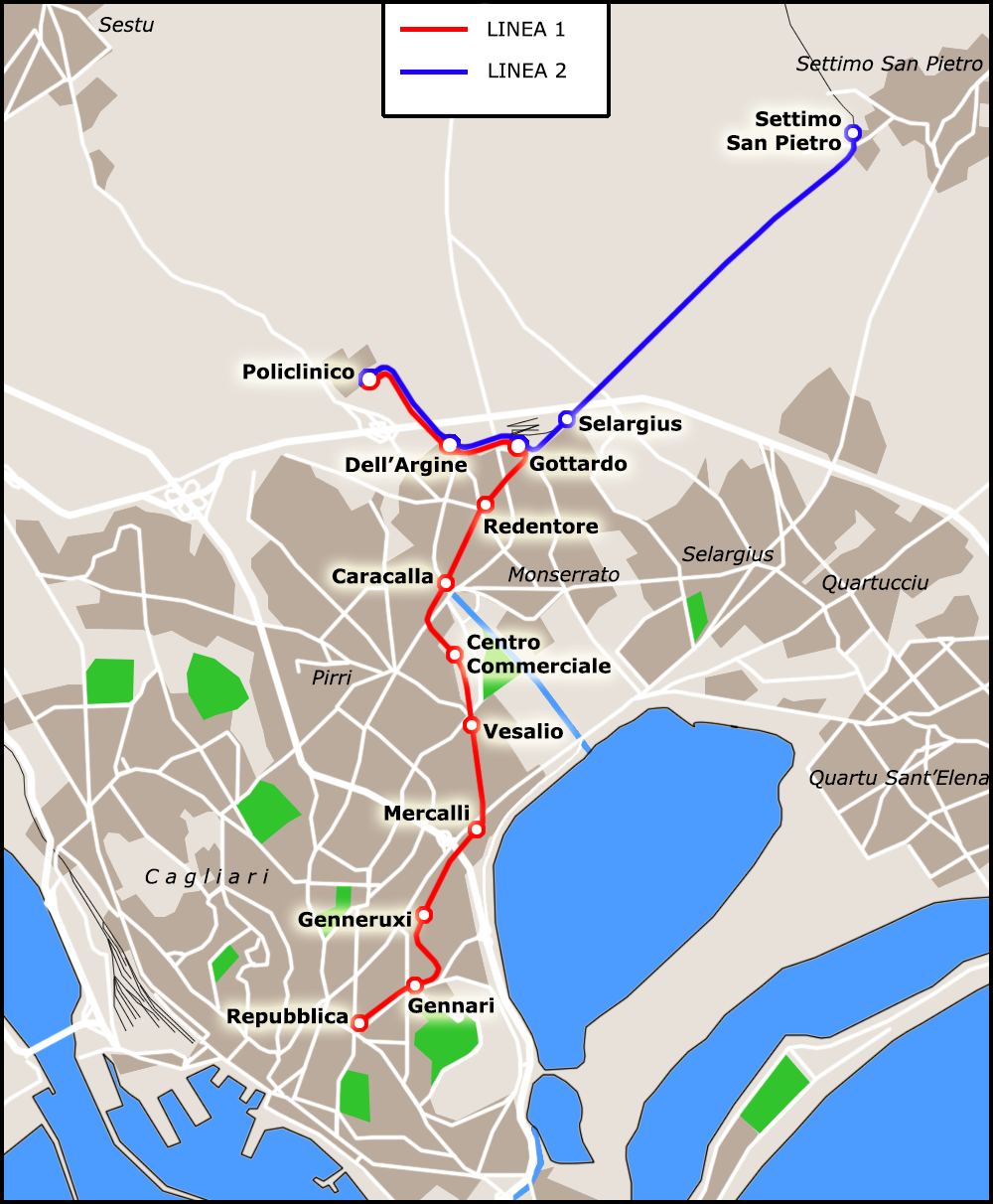
Plan du tramway de Cagliari (2015)

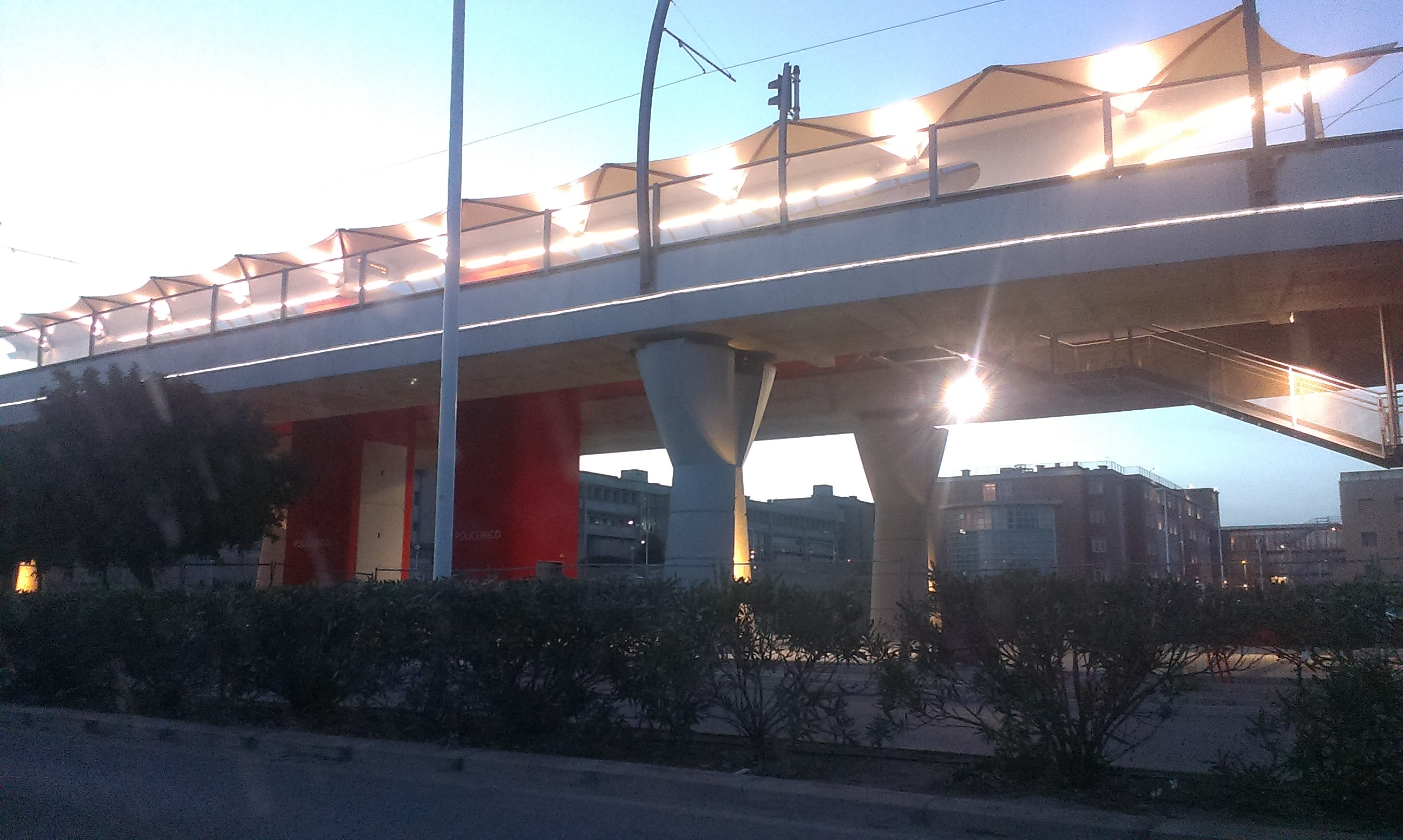
Ligne aérienne du tramway de Cagliari

L'ARST gère également les réseaux de tramways de Sassari et Cagliari pour un total de 16,7 km réalisant 268 liaisons quotidiennes, desservant 20 stations et parcourant 547.000 km par an.
Le réseau de Sassari a été créé en 2006 tandis que celui de Cagliari a été inauguré le 18 mars 2008 et comprend une ligne entre la gare de Monserato Gottardo et la Polyclinique de Cagliari et la cité universitaire, entièrement en viaduc. Les autres transports urbains de la ville de Cagliari par autobus et trolleybus, sont assurés par la compagnie publique locale CTM SpA.

### Parc matériel tramways ARST
Le parc matériel tramways d'ARST comprend :
- 4 rames tramways AnsaldoBreda Sirio construites en 2006 pour la ville de Sassari,
- 9 rames Skoda 06T construites en 2007 pour la ville de Cagliari.

## Lignes ferroviaires
ARST gère 606 km de voies à écartement réduit en Sardaigne, dont 169 km de lignes de transports publics et 438,7 km de voie touristique Trenino verde. 
La gestion du réseau ferré est répartie en deux secteurs territoriaux :
- Le secteur sud Monserrato, qui contrôle la ligne Monserrato - Sorgono ainsi que les lignes touristiques du Trenino verde Mandas - Arbatax et Isili-Sorgono.
- Le secteur nord Sassari-Macomer, qui contrôle les lignes Macomer - Nuoro, Sassari - Alghero et Sassari - Sorso, ainsi que les lignes touristiques Trenino verde  Macomer-Bosa et Sassari-Tempio-Palau.

### Parc matériel ferroviaire ARST
| Matériel                                 | Type                            | Constructeur/s                                               | Année/s de Production | Puissance (KW) | Nombre |
| Autorail Diesel-Electrique ADe 20        | Autorail diesel-électrique      | Fiat Ferroviaria/Officine Meccaniche della Stanga/Tecnomasio | 1957                  | 234            | 19     |
| Autorail Diesel-Electrique ADe 300       | autorail diesel-électrique      | Fiat Ferroviaria/Officine Meccaniche della Stanga/Tecnomasio | 1958-1960             | 234            | 2      |
| Autorail Diesel ADm 50/60                | autorail diesel                 | Fiat Ferroviaria/Officine Meccaniche della Stanga            | 1958/60               | 370            | 10     |
| Autorail Diesel-Electrique ADe 90        | autorail diesel-électrique      | Breda C.F./Asea Brown Boveri                                 | 1997                  | 368            | 7      |
| Autorail ARST ADe                        | autorail Diesel-Electrique AdeS | Stadler Rail                                                 | 2014-2015             | 790            | 7      |
| Locomotive Diesel-Electrique LDe 500/600 | locomotive diesel-électrique    | Breda C.F./Tecnomasio                                        | 1958-1960             | 514            | 15     |
| Remorque pilote électrique RPe 100       | remorque pilote électrique      | Tecnomasio                                                   | 1958-1960             | -              | 4      |
| Remorque pilote électrique RPe 900       | remorque pilote électrique      | Tecnomasio                                                   | 1997                  | -              | 5      |
| Remorque pilote électrique RPe 150       | remorque pilote électrique      | Fiat Ferroviaria                                             | 1958-1960             | -              | 7      |

Nota : données au 23 novembre 2010.
À cette liste non exhaustive, il faut ajouter le matériel historique pour les excursions touristiques spéciales qui comprend 6 machines à vapeur Breda et Reggiane de 1893 à 1930 du dépôt de Sassari avec 10 wagons Breda de 1920, restaurée et maintenues en parfait état.

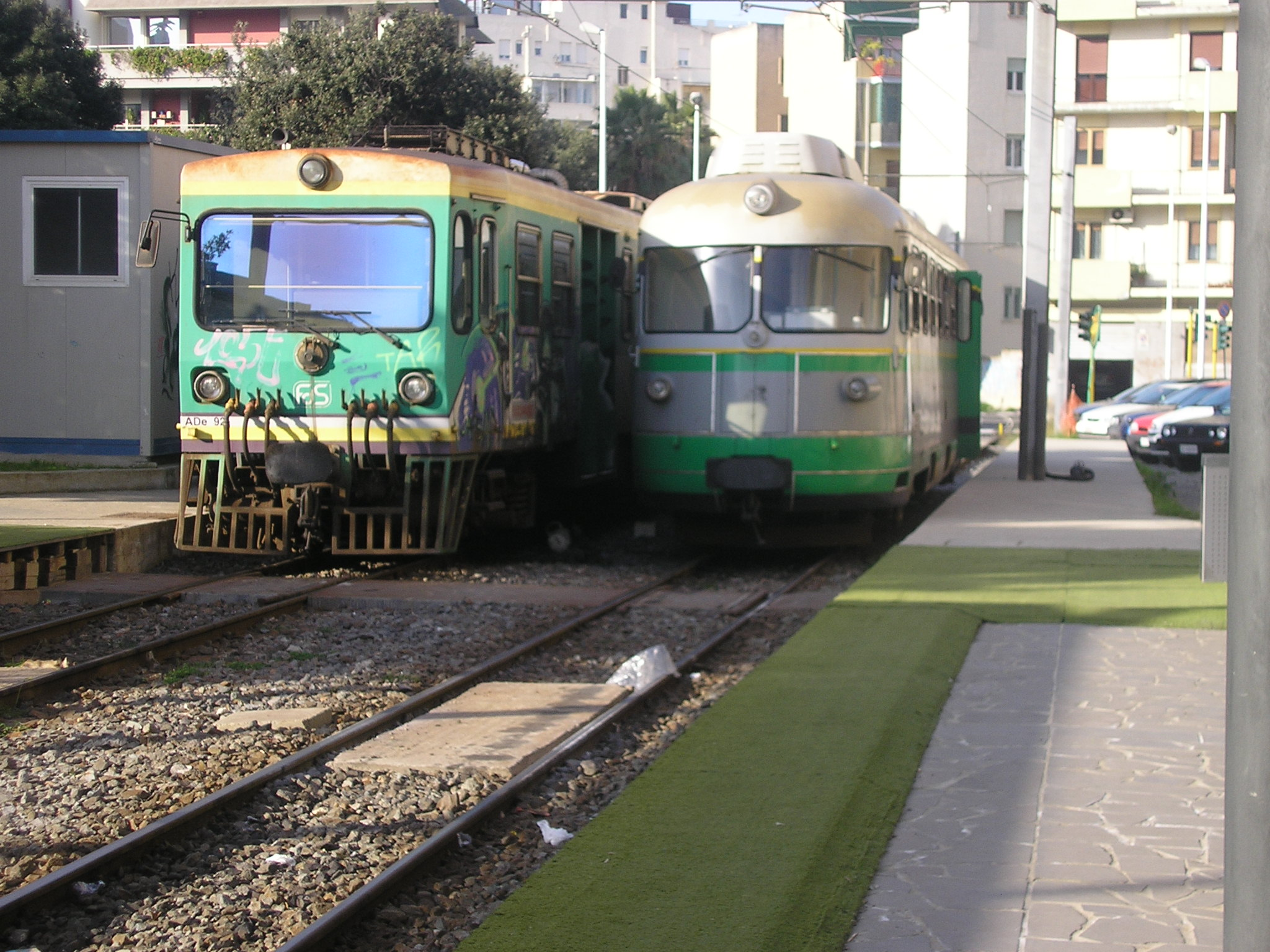
Un Autorail ADe serie 90 à gauche et une Autorail ADe 20 1ère série à droite
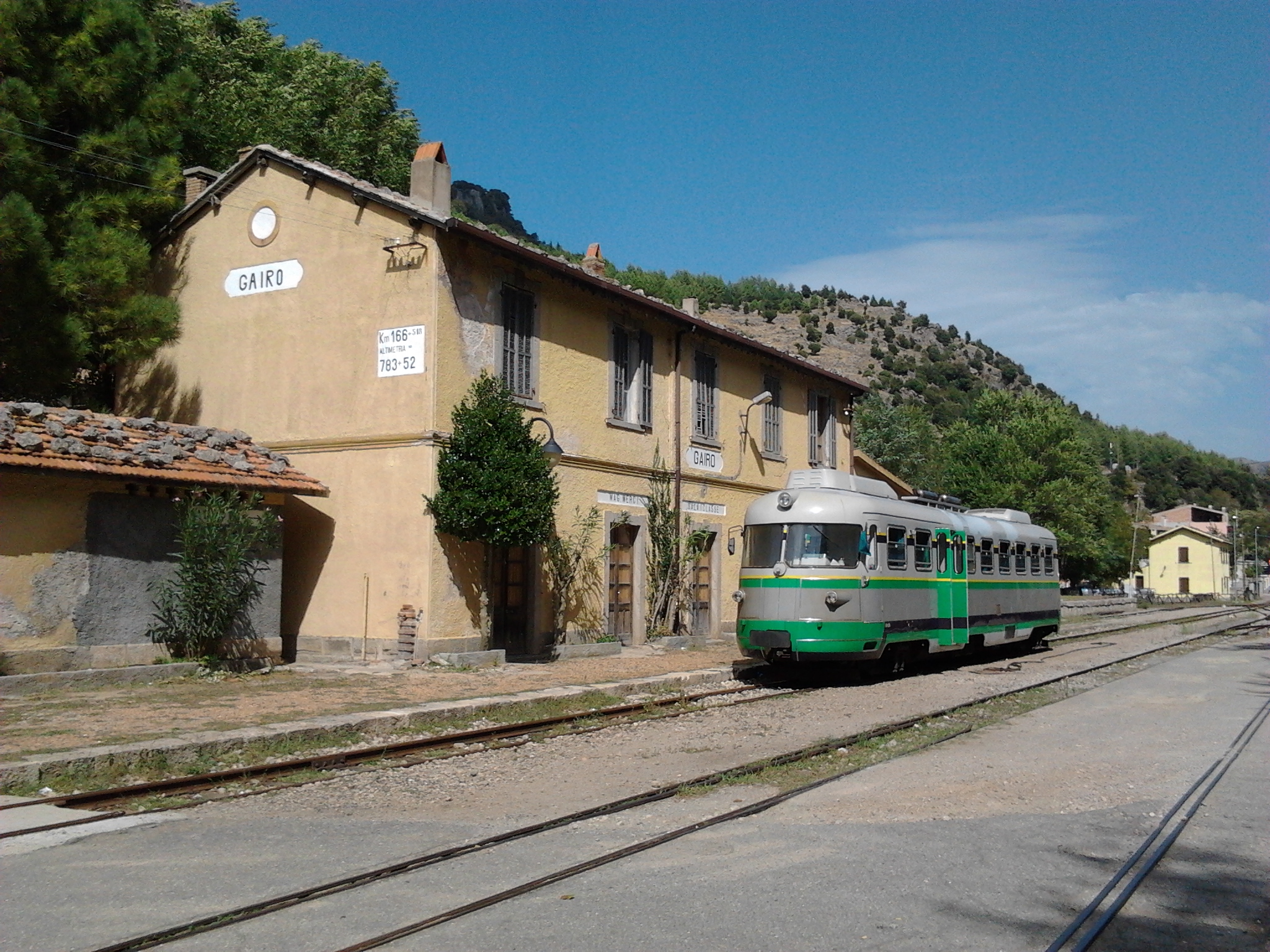
Autorail ADe a Gairo
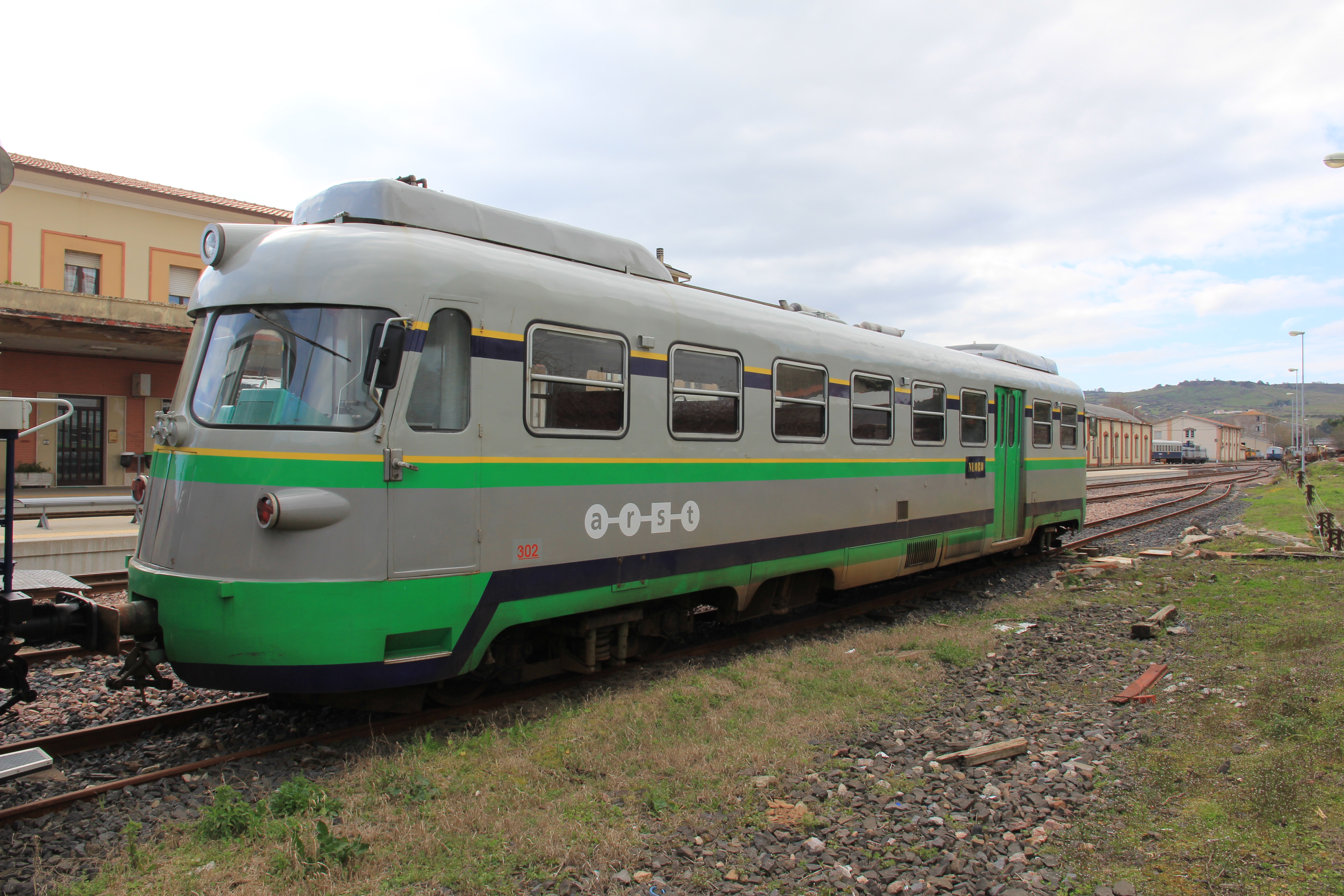
Autorail ADe serie 300
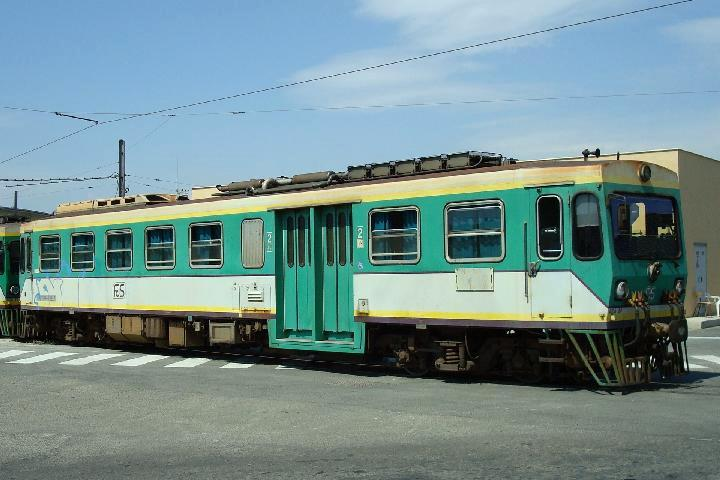
ADe serie 90 (ancora coi loghi FdS)
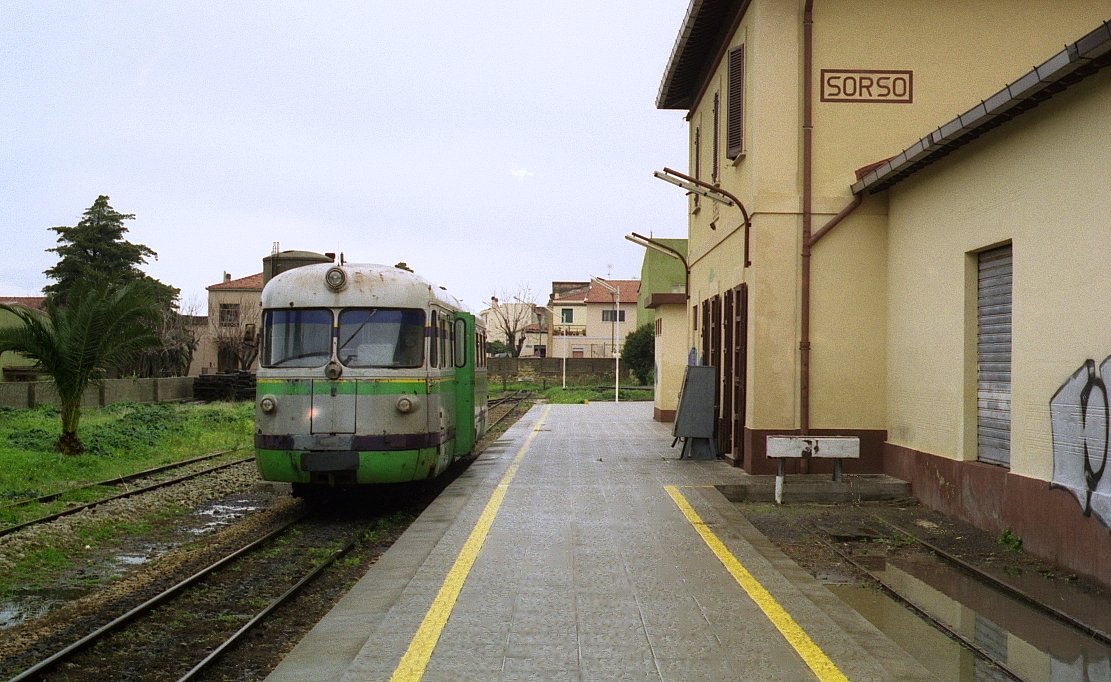
Autorail ADm à Sorso
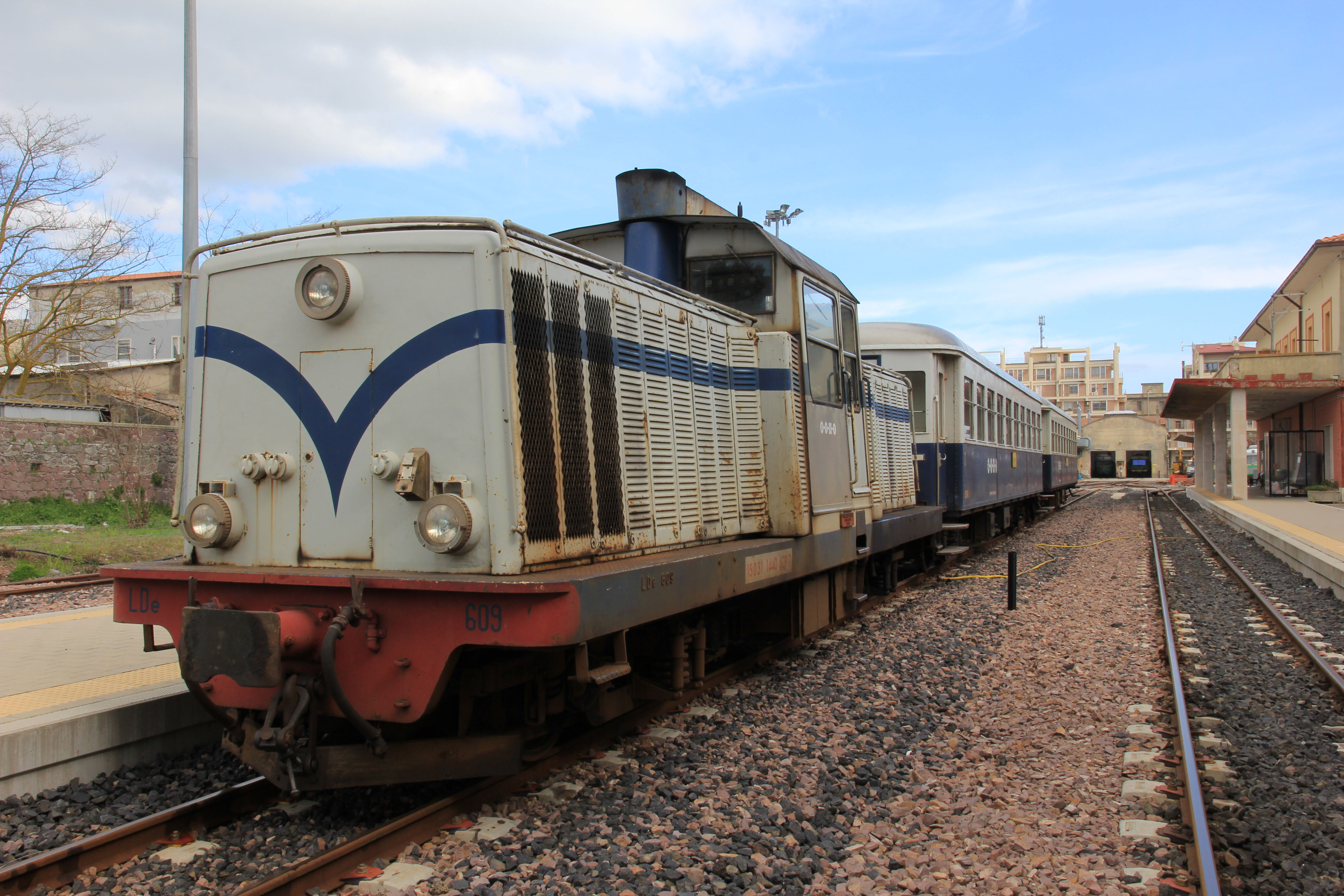
Locomotive LDe livrée du compartiment de Macomer, devant des voitures V2D.
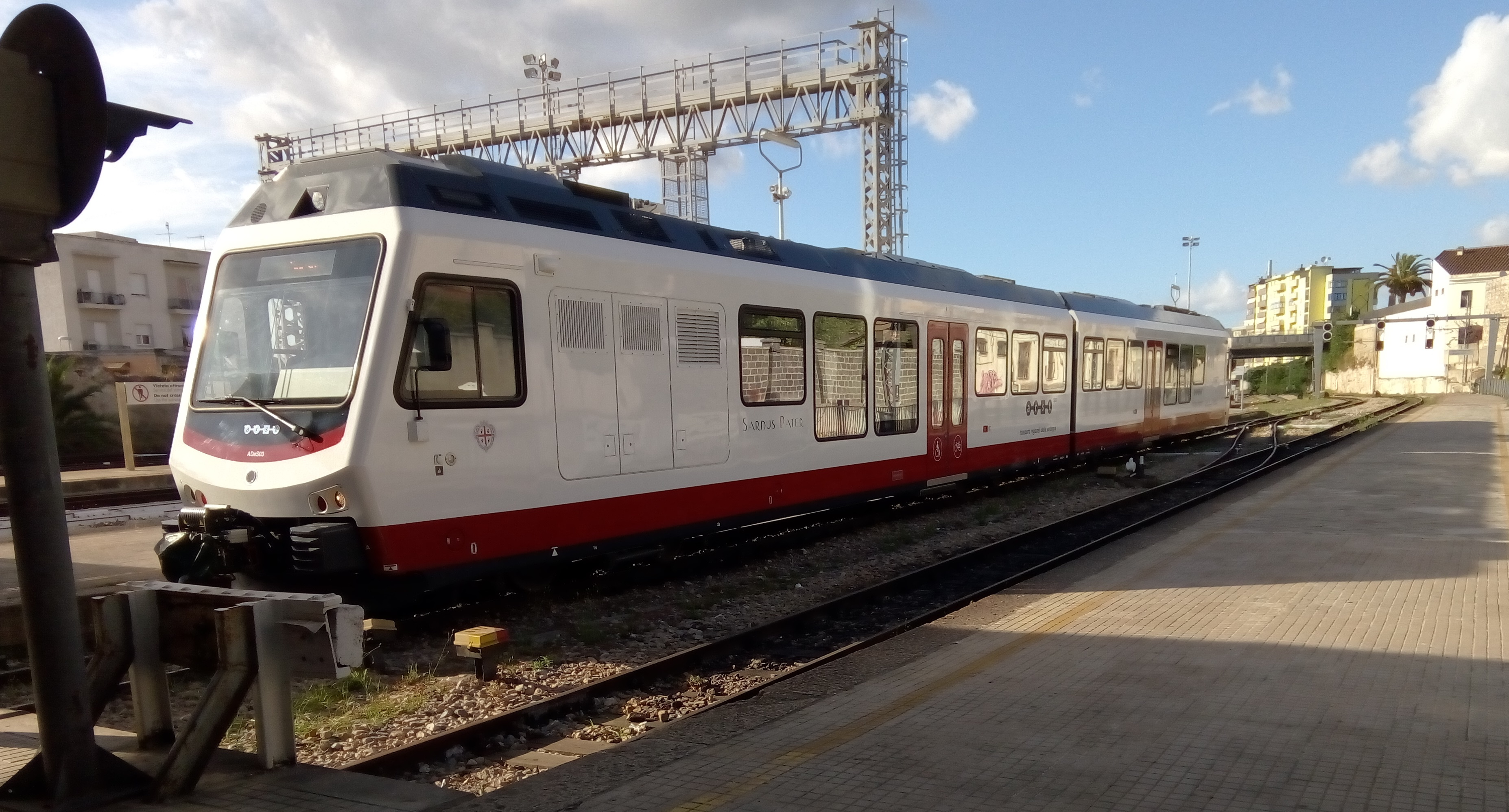
Rame AdeS à Sassari (2016)

Les locomotives et les voitures de chaque secteur ont des livrées différentes. Le matériel du dépôt de  Monserrato sont bleu ciel et bleu, celui de Macomer est blanc avec un bandeau bleu, celui de Sassari est vert sombre avec un bandeau rouge. Les autorails tout comme les remorques sont d'une même livrée  gris avec un bandeau vert pour le matériel construit dans les années 1950, vert avec des bandeaux blancs pour le matériel récent produit à partir de 1995.

### Trenino Verde

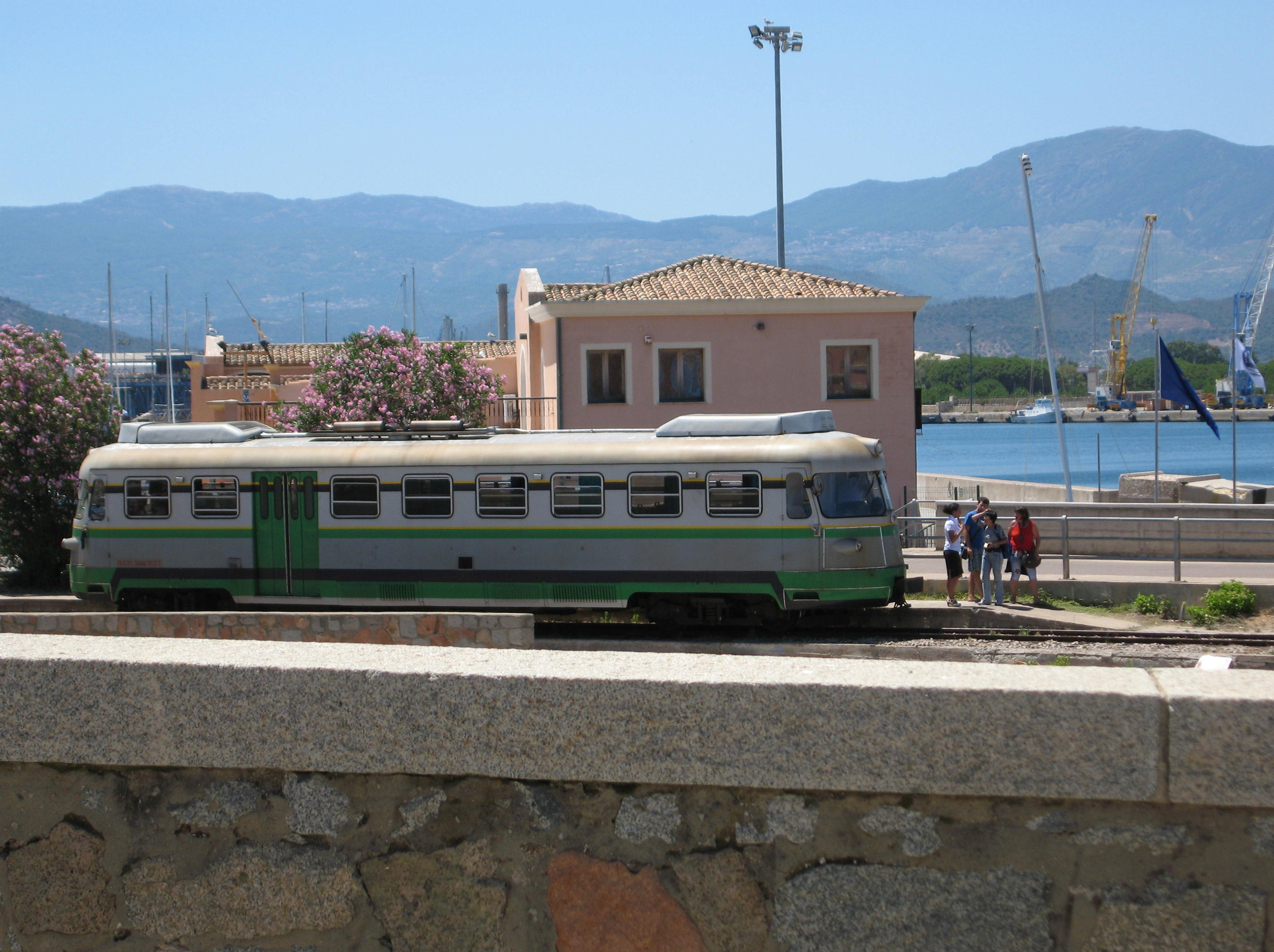
Un autorail ADe Trenino verde sur la ligne Mandas-Arbatax (2012)

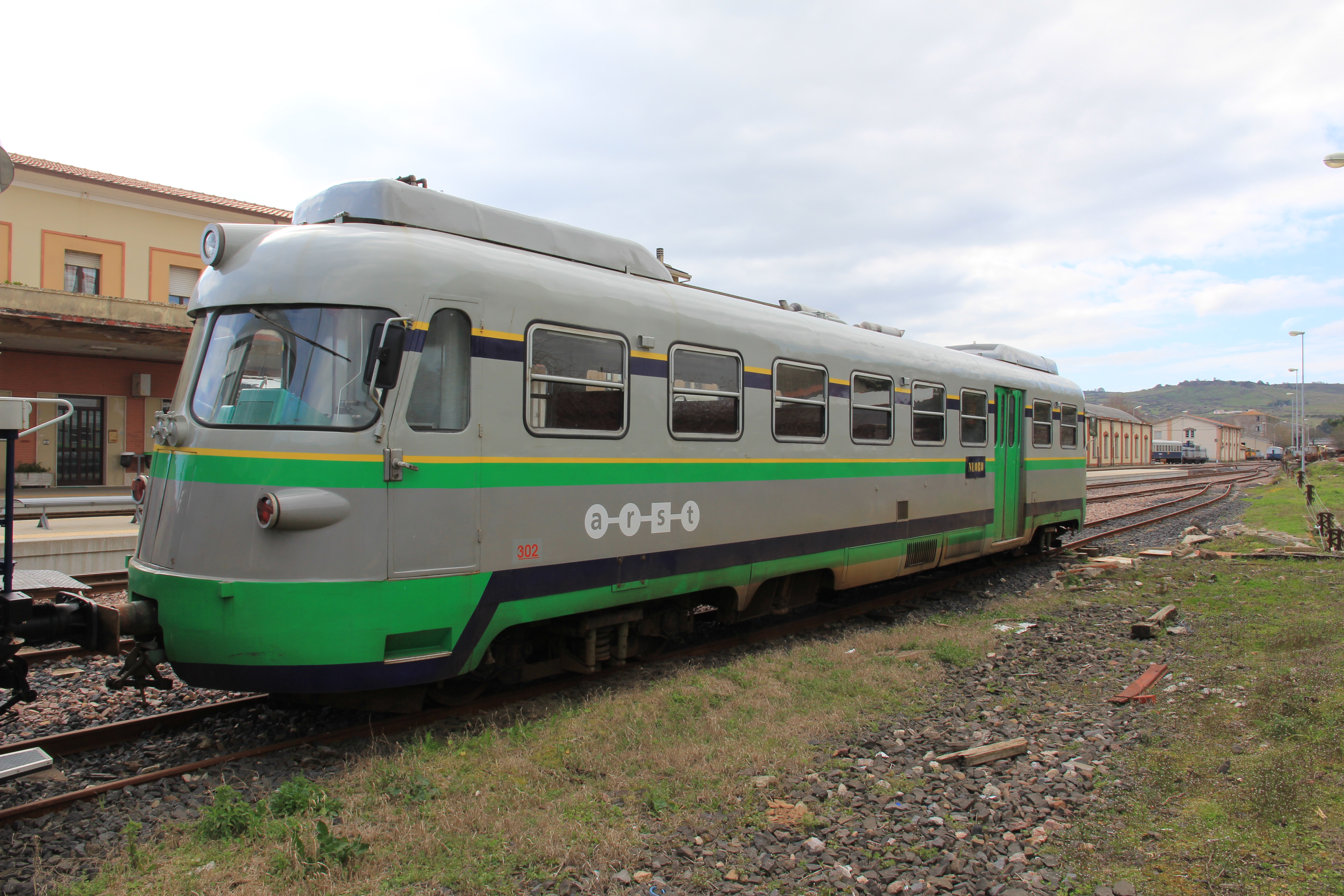
Autorail ADe.300 Trenino verde en stationnement en gare de Macomer

En complément des lignes desservies quotidiennement pour assurer les services locaux de transport, ARST a maintenu toutes les anciennes lignes touristiques desservies par le Trenino Verde, ce qui permet aux touristes mais aussi à la population locale de voyager sur des lignes spécifiques particulièrement intéressantes pour admirer le paysage fabuleux de l'île. Le réseau touristique desservi par le Trenino verde est de 438 km sur les itinéraires suivants :
- Isili-Sorgono
- Mandas-Arbatax
- Macomer-Bosa
- Sassari-Tempio-Palau

Ces lignes touristiques restent en service régulier durant la saison touristique du printemps à l'automne. Aucun train ne circule l'hiver sauf sur réservation; dans ce cas, il est possible de choisir le type de convoi, sa composition en wagons d'époque et la locomotive, vapeur ou diesel.

### Principales gares
- Alghero Sant'Agostino
- Cagliari Largo Gennari
- Cagliari Monserrato
- Cagliari Monserrato Gottardo
- Isili
- Macomer
- Mandas
- Nuoro
- Sassari
- Sorso